# Araliengewächse
Araliengewächse (Araliaceae) sind eine Pflanzenfamilie in der Ordnung der Doldenblütlerartigen (Apiales). Die zwei Unterfamilien mit 43 bis 55 Gattungen und etwa 1450 Arten sind weltweit überwiegend in den Tropen verbreitet.

## Beschreibung

### Vegetative Merkmale
Die meisten Arten sind verholzende Pflanzen; krautige Pflanzenarten gibt es nur wenige in dieser Familie. Die Pflanzen riechen oft stark. An den Stämmen sind die Narben der Laubblätter nach dem Abfallen meist gut zu erkennen.
Die oft mit langen Blattstielen ausgestatteten, wechsel- bis gegenständigen Laubblätter sind einfach oder zusammengesetzt. Die Blattbasis ist oft breit. Nebenblätter sind vorhanden, sie sind meist verwachsen und interpetiolar.

### Generative Merkmale

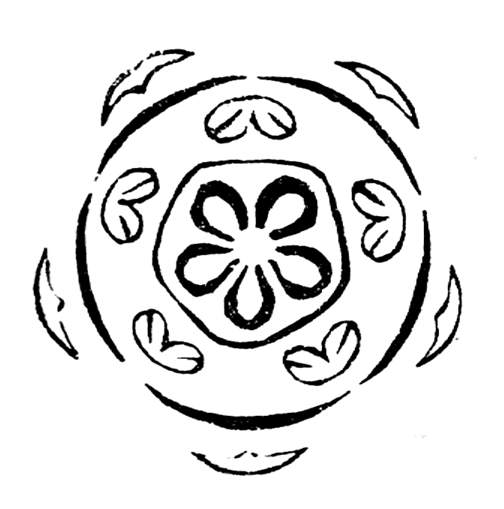
Blütendiagramm des Efeus

Die Blüten stehen in end- oder achselständigen, doldigen oder büscheligen Blütenständen zusammen, selten erscheinen sie einzeln. Die meist kleinen, meist gestielten Blüten sind fünfzählig, manchmal auch vierzählig. Der Blütenstiel ist oberseits oft mit einem „Gelenk“ unterteilt. Die Blüten sind zwittrig oder eingeschlechtig. Es kommt Monözie, Andromonözie, Gynomonözie, Polygamomonözie oder Diözie vor. Es ist ein Blütenbecher vorhanden. Der Kelch fehlt oder ist reduziert. Es können bis zu 20 Kronblätter vorhanden sein. Staubblätter sind in unterschiedlicher Zahl vorhanden: (selten drei) meist fünf (bis zwölf), oder zehn bis viele (100). Es sind zwei bis fünf (selten bis zu 100) meist unterständige Fruchtblätter vorhanden. Der Griffel besitzt bei den Araliengewächsen ein Griffelpolster oder es ist ein Diskus vorhanden.
Die Blütenformel lautet:
{\displaystyle \star K_{5}\;C_{5}\;A_{5}\;G_{\overline {(5-100)}}}
Die Früchte sind Beeren oder Steinfrüchte oder selten Spaltfrüchte.

## Systematik und Verbreitung

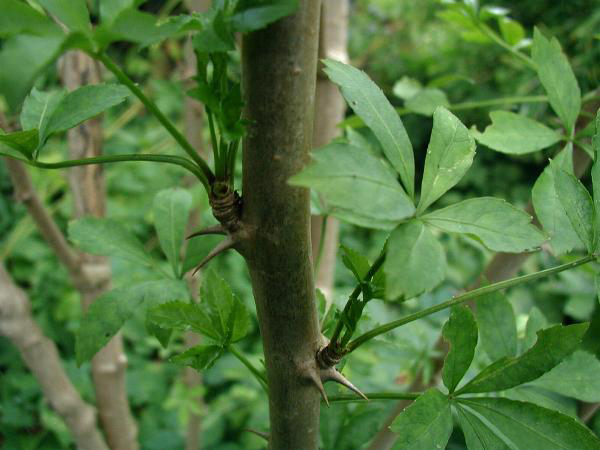
Unterfamilie Aralioideae: Eleutherococcus sieboldianus mit geteilten Laubblättern und Stacheln

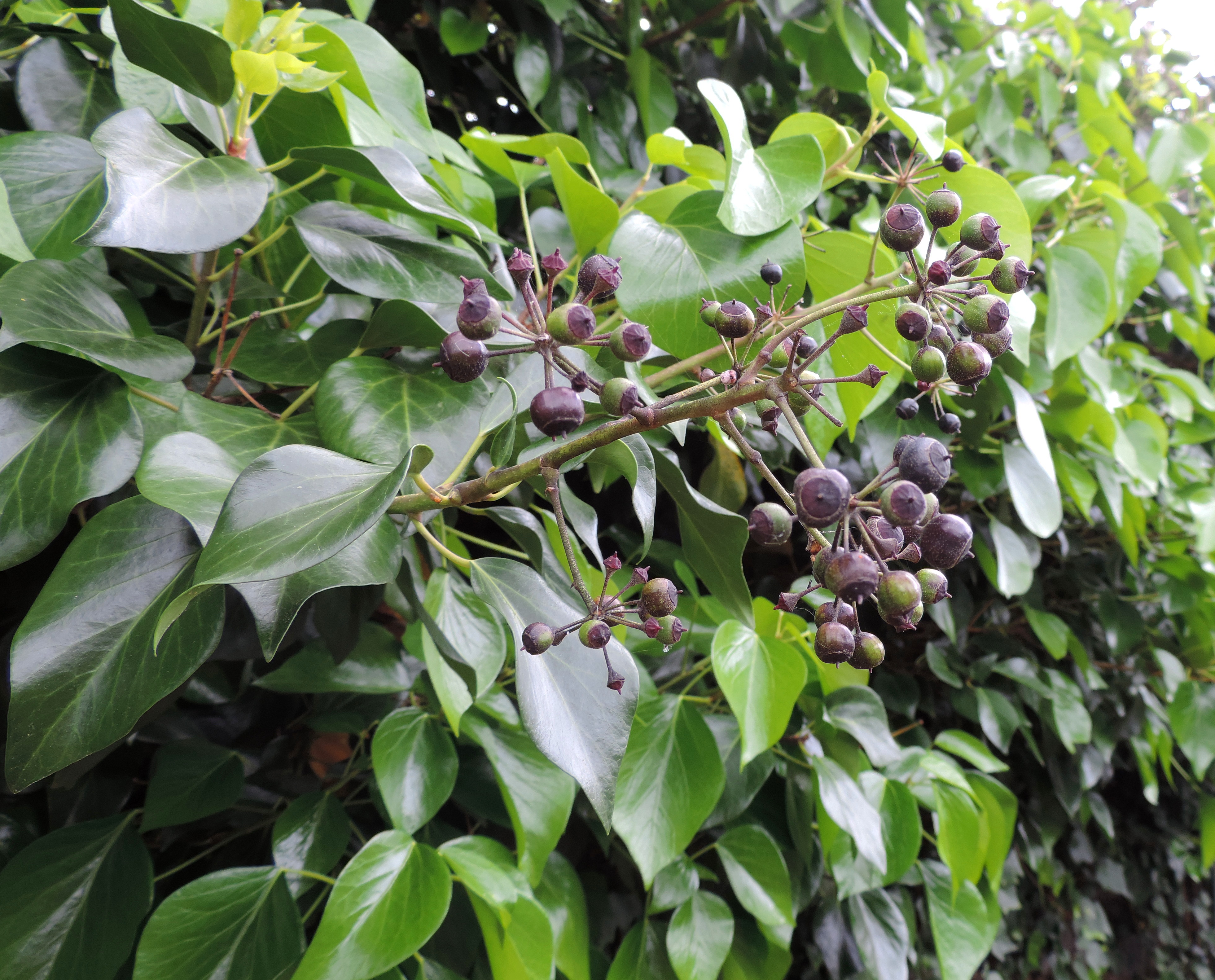
Unterfamilie Aralioideae: Hedera canariensis

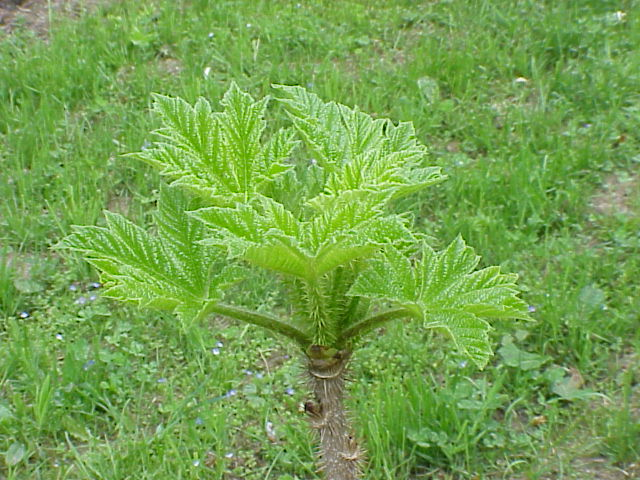
Unterfamilie Aralioideae: Igelkraftwurz (Oplopanax horridus) mit bestachelten Ästen, Blattstielen und gelappten Laubblättern

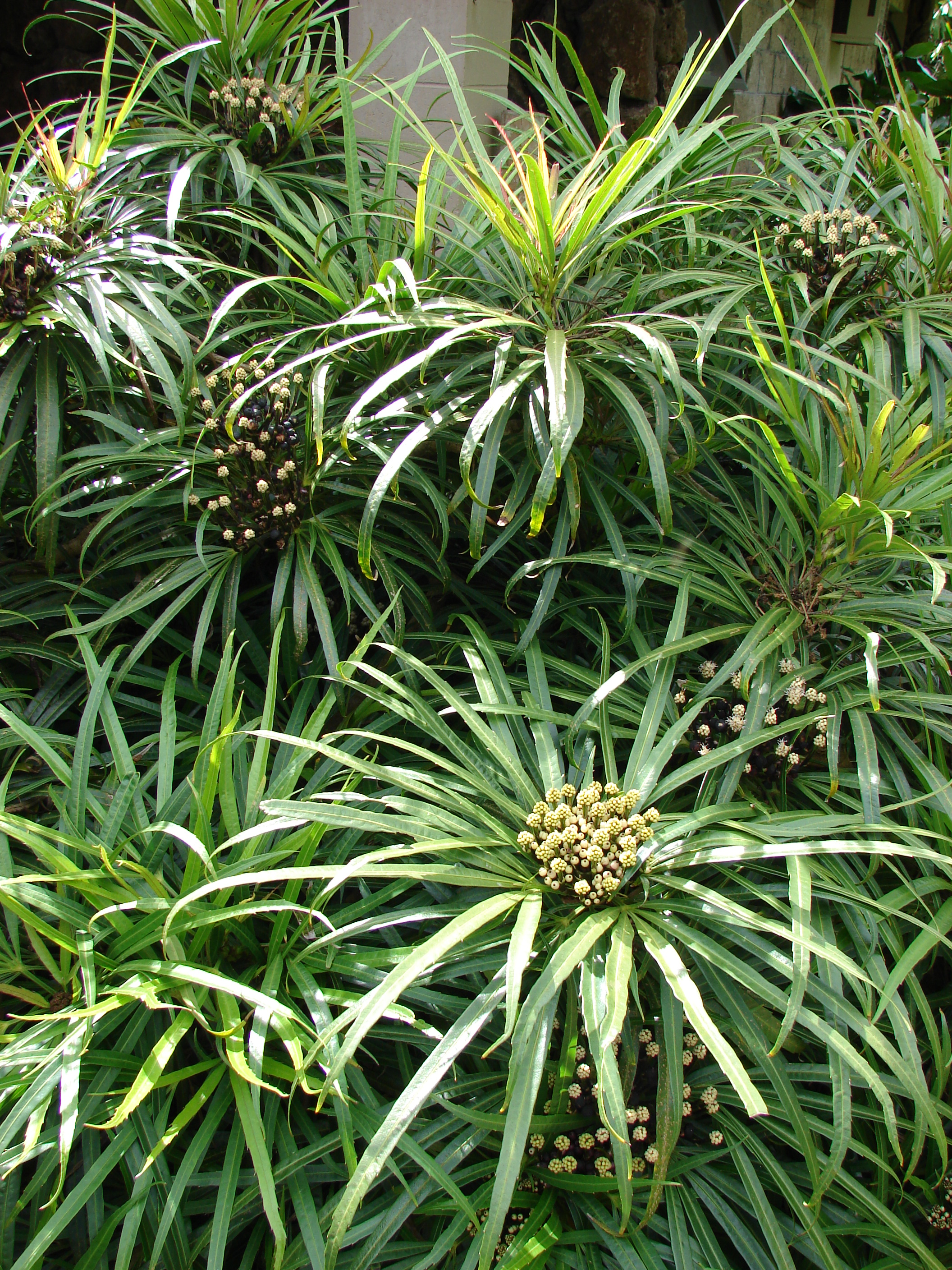
Unterfamilie Aralioideae: Osmoxylon lineare, Habitus, einfache Laubblätter und Blüten-/Fruchtstände

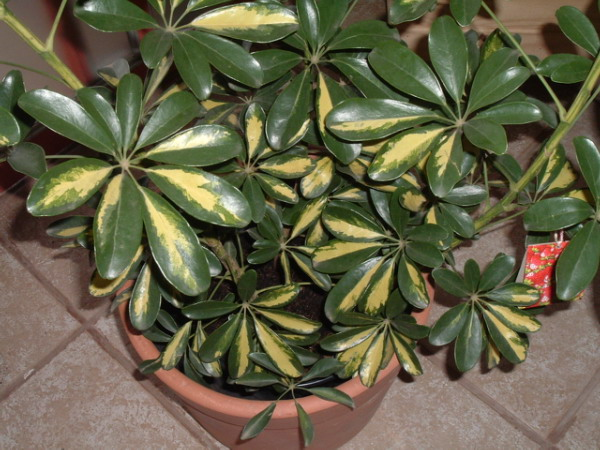
Unterfamilie Aralioideae: Kleine Strahlenaralie Schefflera arboricola, eine Sorte mit weißbunten Laubblättern

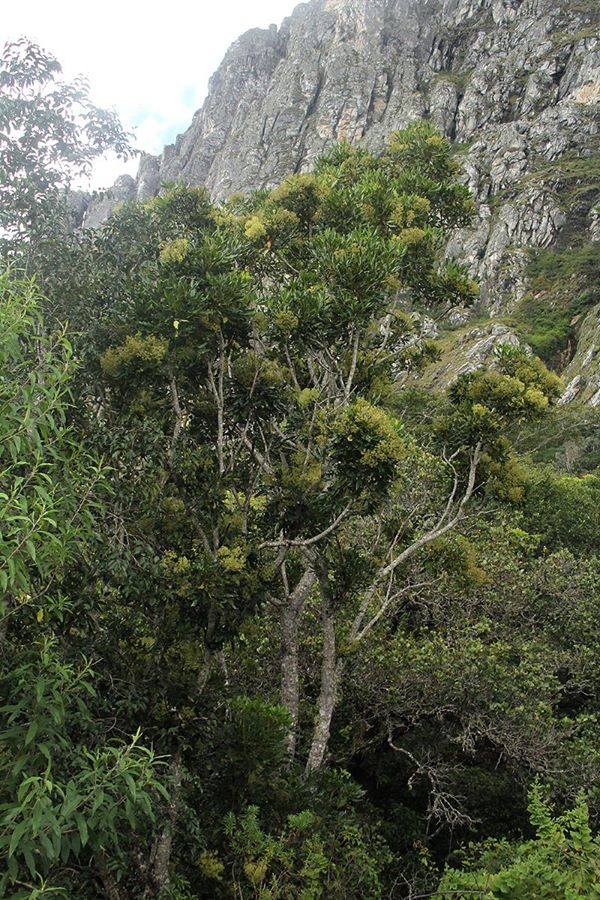
Unterfamilie Aralioideae: Schefflera umbellifera

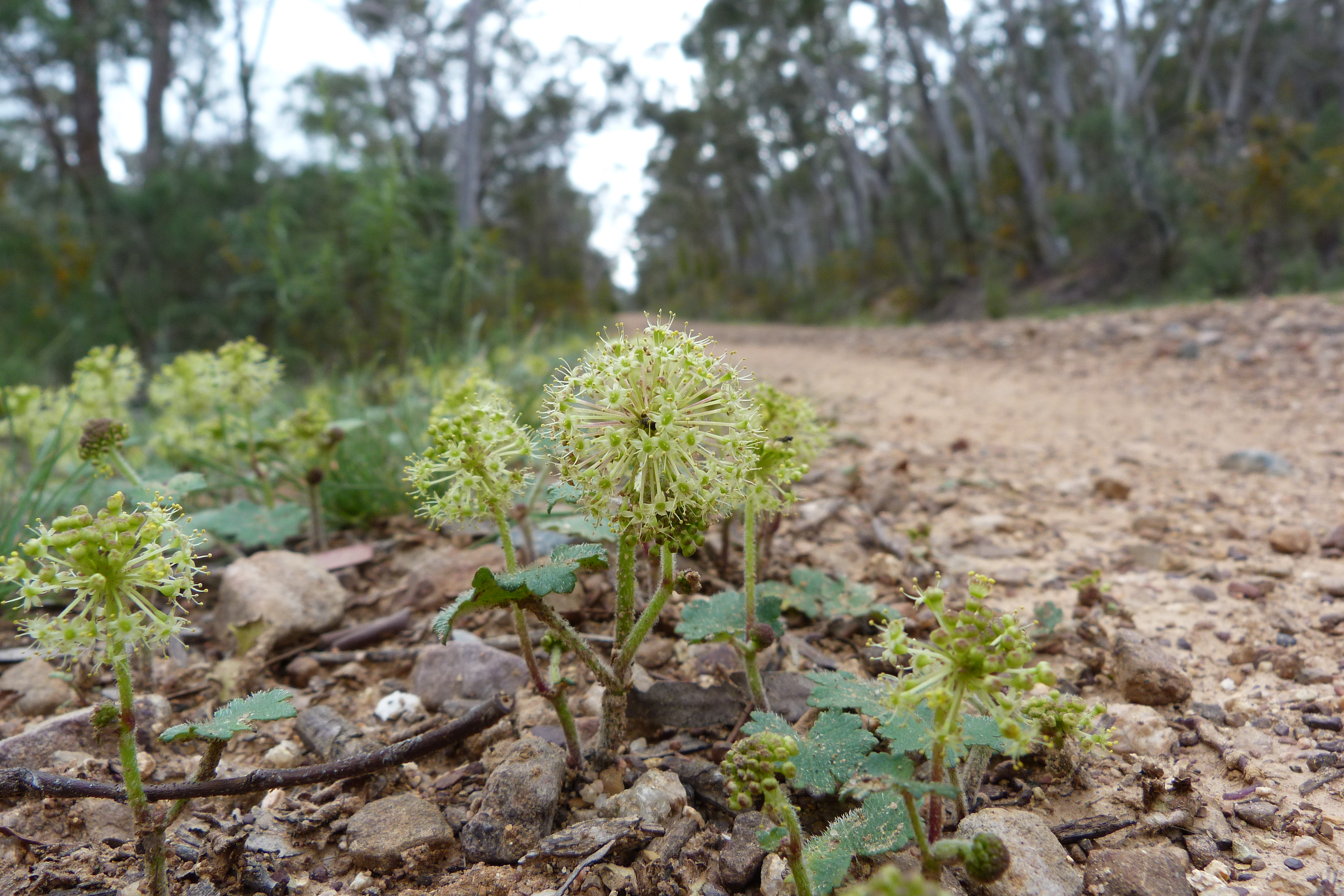
Unterfamilie: Hydrocotyloideae: Hydrocotyle laxiflora

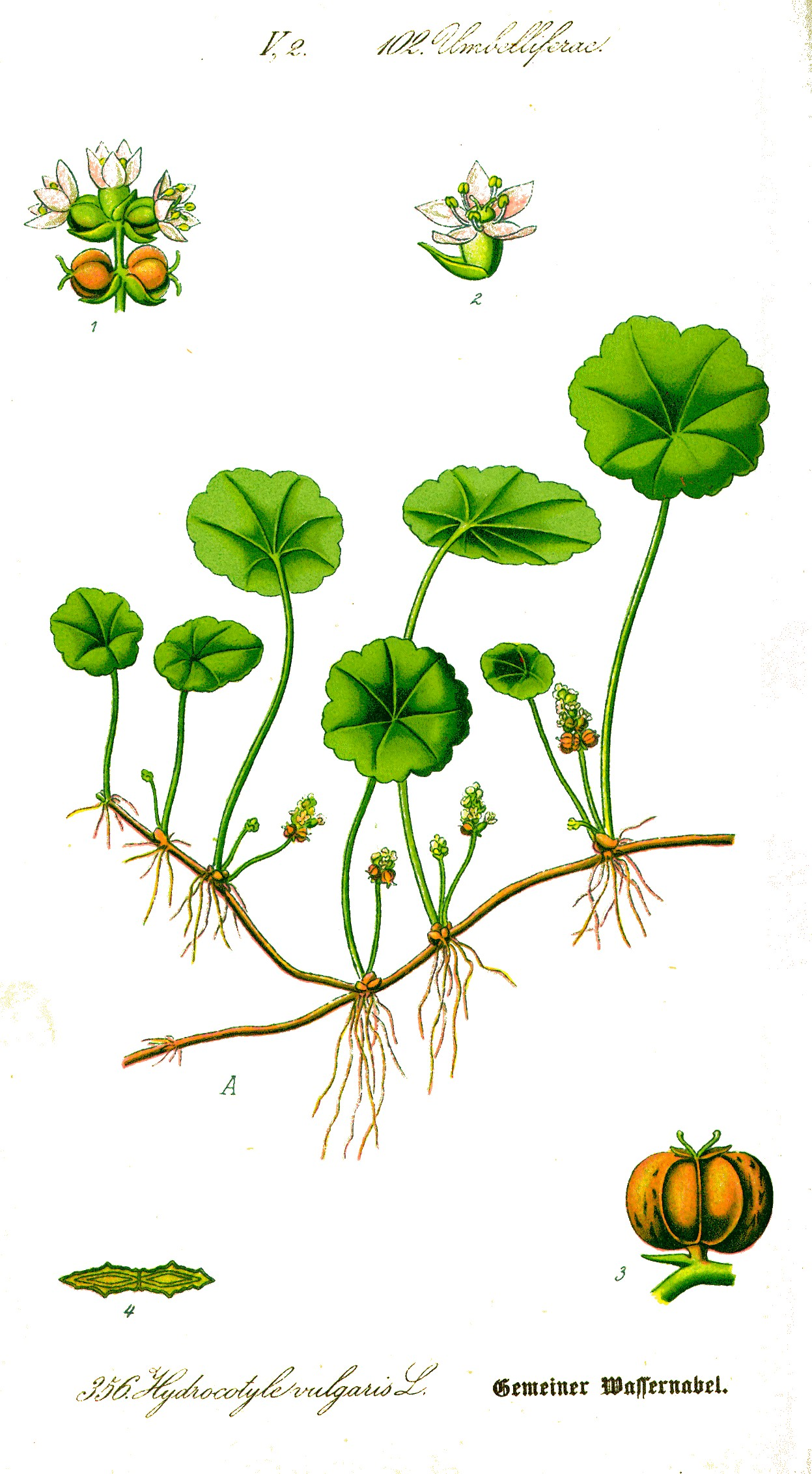
Unterfamilie: Hydrocotyloideae: Gewöhnlicher Wassernabel (Hydrocotyle vulgaris), Illustration aus Thomé: Flora von Deutschland, Österreich und der Schweiz, 1885

Die Familie der Araliaceae wurde 1789 durch Antoine Laurent de Jussieu in Genera Plantarum, S. 217, unter dem Namen „Araliae“, aufgestellt. Typusgattung ist Aralia L. Synonyme für Araliaceae Juss. sind Botryodendraceae J.Agardh, Hederaceae Giseke, Hydrocotylaceae Bercht. & J.Presl.
Die Araliengewächse sind weltweit überwiegend in den Tropen verbreitet. Einige Arten dringen insbesondere in Ostasien auch in die gemäßigten Breiten bis Sibirien vor. Diversitätszentren sind Ozeanien, Südostasien und das tropische Amerika. Die Araliengewächse besiedeln hauptsächlich tropische Wälder. In Thailand gibt es etwa zwölf Gattungen mit etwa 53 Arten.
Die Araliengewächse (Araliaceae) sind gegliedert in zwei Unterfamilien mit 43 bis 55 Gattungen und mit etwa 1450 Arten:
- Unterfamilie Aralioideae Link (Syn.: Hederaceae Giseke, Botryodendraceae J.Agardh): Sie enthält 41 bis 50 Gattungen mit etwa 1275 Arten. Die bisherigen Gattungen Arthrophyllum, Cuphocarpus, Gastonia, Munroidendron, Reynoldsia und Tetraplasandra werden in die Gattung Polyscias eingegliedert und diese stark erweiterte und dadurch monophyletische Gattung wird in zehn Untergattungen gegliedert (sieben Arten sind noch in keiner dieser Untergattungen) und enthält insgesamt etwa 159 Arten.[3][4]:
  - Anakasia Philipson: Sie enthält nur eine Art:
    - Anakasia simplicifolia Philipson: Es ist ein Endemit des westlichen Neuguinea.

  - Apiopetalum Baill.: Die etwa zwei Arten kommen nur in Neukaledonien vor.
  - Aralia L.: Die etwa 71 Arten sind hauptsächlich in Asien, insbesondere in Südostasien sowie mit etwa 14 Arten in der Neuen Welt verbreitet.
  - Astrotricha DC. (Syn.: Hexocenia Calest.): Die etwa 20 Arten sind in Australien verbreitet.[5]
  - Brassaiopsis Decne. & Planch. (Syn.: Araliopsis Kurz, Euaraliopsis Hutch., Grushvitzkya Skvortsova & Aver., Pseudobrassaiopsis R.N.Banerjee, Wardenia King): Die etwa 45 Arten sind im südlichen Asien und Südostasien von der Himalayaregion über China und Hinterindien bis in das westliche Java verbreitet[5]. Im südlichen und südwestlichen China kommen 24 Arten vor, hiervon zehn nur dort.
  - Cephalaralia Harms: Sie enthält nur eine Art:
    - Cephalaralia cephalobotrys (F.Muell.) Harms: Sie ist in Australien verbreitet.

  - Cheirodendron Nutt. ex Seem.: Die etwa sechs Arten sind in Polynesien verbreitet, beispielsweise mit:
    - Cheirodendron trigynum (Gaudich.) A.Heller auf den Hawaii-Inseln.

  - Chengiopanax C.B.Shang & J.Y.Huang: Von den nur zwei Arten kommt eine nur in China und die andere nur in Japan vor.
    - Chengiopanax sciadophylloides (Franch. & Sav.) C.B.Shang & J.Y.Huang: Aus Japan.

  - Cussonia Thunb. (Syn.: Sphaerodendron Seem.): Die etwa 20 bis 25 Arten sind im tropischen bis südlichen Afrika, auf dem Archipel der Komoren, auf den Maskarenen und im Jemen weitverbreitet.[5]
  - Dendropanax Decne. & Planch. (Syn.: Gilibertia Ruiz & Pav., Ginannia F.Dietr., Mesopanax R.Vig., Textoria Miq., Wangenheimia A.Dietr.)[5]: Die etwa 70 bis 80 Arten sind in der Neotropis und im östlichen Asien weitverbreitet.
  - Eleutherococcus Maxim.: Die fast 40 Arten sind in der Himalaya-Region und im östlichen Asien inklusive der Philippinen verbreitet.
  - Fatsia Decne. & Planch. (Syn.: Boninofatsia Nakai, Diplofatsia Nakai[2]): Von den zwei oder drei Arten kommt eine oder zwei Arten in Japan und Korea und eine Art nur in Taiwan vor, beispielsweise:
    - Fatsia japonica (Thunb.) Dec. & Planch.: Die Heimat ist Südkorea und Japan bis zu den Nansei-Inseln.

  - Gamblea C.B.Clarke (Syn.: Evodiopanax (Harms) Nakai)[2]: Die etwa vier Arten sind von der Himalaya-Region über das südliche China sowie Tibet bis nach Japan sowie von Hinterindien bis nach Malesien verbreitet[5].
  - Harmsiopanax Warb. (Syn.: Horsfieldia Blume ex DC., Schubertia Blume): Die etwa drei Arten sind in Malesien auf Java, den Kleinen Sunda-Inseln, Sulawesi sowie auf Neuguinea verbreitet.[5]
  - Efeu (Hedera L.): Die sechs bis zehn (bis fünfzehn) Arten sind in Eurasien, Nordafrika und Makaronesien verbreitet.
  - Heteropanax Seem.: Die etwa acht Arten im südlichen und südöstlichen Asien von der Himalayaregion über das südliche China sowie in Hinterindien bis zu den Andamanen[5]. In China kommen sechs Arten vor, hiervon zwei Arten nur dort.
  - Kalopanax Miq.: Sie enthält nur eine Art:
    - Kalopanax septemlobus (Thunb.) Koidz. („Baumaralie“): Sie ist in China, in Japan auch auf den Nansei-Inseln, in Korea und im südöstlichen Russland weitverbreitet.[5]

  - Mackinlaya F.Muell. (Syn. Anomopanax Harms): Die etwa fünf Arten sind von Malesien bis in den südwestlichen Pazifik verbreitet. Die Gattung ist auf den Philippinen, auf Sulawesi, Neuguinea, auf dem Bismarck-Archipel, den Salomonen und im nordöstlichen Australien beheimatet[5].
  - Macropanax Miq. (Syn.: Cromapanax Grierson, Hederopsis C.B.Clarke): Die etwa 20 Arten sind vom südlichen China über Hinterindien bis in die Himalaya-Region und das westliche Malesien verbreitet. In China kommen sieben Arten vor, hiervon fünf nur dort.[5]
  - Merrilliopanax H.L.Li: Die nur drei Arten sind im Himalaya-Raum und Hochland von Tibet verbreitet.
  - Meryta J.R.Forst. & G.Forst. (Syn.: Botryodendrum Endl., Botryomeryta R.Vig., Neara Sol., Schizomeryta R.Vig., Strobilopanax R.Vig.): Die etwa 27 bis 30 Arten kommen von Neuseeland bis in den westlichen und südlichen Pazifikraum[5] vor. Jede dieser Arten ist ein Endemit einer oder weniger Inseln.[6][7]
  - Metapanax J.Wen & Frodin: Die etwa zwei Arten sind im südlichen China und Vietnam verbreitet.
  - Motherwellia F.Muell.: Sie enthält nur eine Art:
    - Motherwellia haplosciadea F.Muell.: Es ist ein Endemit in Queensland.

  - Oplopanax (Torr. & A.Gray) Miq.: Die etwa drei Arten sind im östlichen Asien und im westlichen Nordamerika verbreitet.
  - Bergaralie (Oreopanax Decne. & Planch., Syn.: Monopanax Regel): Die 80[8] bis annähernd 150 Arten[5] sind in der Neotropis verbreitet.
  - Osmoxylon Miq. (Syn.: Boerlagiodendron Harms, Eschweileria Zipp. ex Boerl., Pseudosantalum Rumph., nom. illeg.): Die etwa 50 Arten sind von Taiwan über Malesien bis zu Inseln des westlichen Pazifik verbreitet,[5] beispielsweise mit:
    - Osmoxylon lineare (Merr.) Philipson: Sie ist auf den Philippinen verbreitet.[5]

  - Panax L.: Die acht bis zwölf Arten sind im östlichen Asien, in der Himalaya-Region, in Indochina sowie in Nordamerika verbreitet. Darunter:
    - Panax ginseng C. A. Mey (Ginseng)

  - Fiederaralien (Polyscias J.R.Forst. & G.Forst. s. l., Syn.: Bonnierella R.Vig., Botryopanax Miq., Dipanax Seem., Eremopanax Baill., Eupteron Miq., Gelibia Hutch., Grotefendia Seem., Indokingia Hemsl., Irvingia F.Muell. nom. illeg., Kissodendron Seem., Maralia Thouars, Montagueia Baker f., Nesodoxa Calest., Nothopanax Miq., Oligoscias Seem., Palmervandenbroekia Gibbs, Peekeliopanax Harms, Pterotropia W.F.Hillebr., Sciadopanax Seem., Shirleyopanax Domin, Tieghemopanax R.Vig., Triplasandra Seem.).[2] Seit der Publikation von Lowry II & Plunkett 2010 werden die Arten der Gattungen Arthrophyllum Blume, Cuphocarpus Decne. & Planch., Gastonia Comm. ex Lam., Munroidendron Sherff, Reynoldsia A.Gray und Tetraplasandra A.Gray auch in die Gattung Polyscias gestellt. Das Verbreitungsgebiet der etwa 159 Arten erstreckt sich vom tropischen Afrika bis Madagaskar, Südostasien über Malesien bis ins tropische Australien, Neukaledonien, Mikronesien und Melanesien, weiter südlich bis zur Norfolkinsel und über Polynesien bis nach Tahiti.[3][4]
  - Pseudopanax K.Koch (Syn.: Neopanax Allan[2]): Die etwa sieben Arten sind im südöstlichen Australien, Neuseeland und im südlichen Südamerika verbreitet[5]. Darunter:
    - Pseudopanax crassifolius (Sol. ex A.Cunn.) K.Koch

  - Raukaua Seem.: Die etwa acht Arten sind in Tasmanien und Neuseeland sowie in Südamerika im südlichen Argentinien und im südlichen bis zentralen Chile verbreitet.[5]
  - Strahlenaralie (Schefflera J.R.Forst. & G.Forst.): Die etwa früher 650, heute bis zu 1100 Arten sind in der Tropen und Subtropen der Welt verbreitet. Phylogenetische Untersuchungen in diesem Jahrhundert haben die Tendenz, diese Gattung sehr weit aufzufassen. Vielleicht gehört auch die monotypische Gattung Tupidanthus Hook. f. & Thomson hier eingegliedert.[9][10][11][12]
  - Seemannaralia R.Vig.: Sie enthält nur eine Art:
    - Seemannaralia gerrardii (Seem.) R.Vig.: Sie kommt nur an wenigen Standorten im östlichen Teil von Südafrika nur in den Provinzen KwaZulu-Natal und Mpumalanga vor.[13]

  - Sinopanax H.L.Li: Sie enthält nur eine Art:
    - Sinopanax formosanus (Hayata) H.L.Li: Sie kommt nur in Taiwan in Höhenlagen zwischen 2300 und 2600 Metern vor und wird manchmal als Zierpflanze verwendet.

  - Stilbocarpa (Hook. f.) Decne. & Planch. (Syn.: Kirkophytum (Harms) Allan)[2]: Von den nur drei Arten kommen zwei in Neuseeland und eine auf der subantarktischen Macquarieinsel vor.
  - Tetrapanax (K.Koch) K.Koch: Sie enthält eine Art:
    - Reispapierbaum (Tetrapanax papyrifer (Hook.) K.Koch): Er kommt in China und Taiwan vor.

  - Trevesia Vis. (Syn.: Petasula Noronha, Plerandropsis R.Vig.): Die etwa zehn Arten sind vom südlichen China über Hinterindien, die Himalaya-Region und die Andamanen bis Malesien verbreitet.[5]
    - Trevesia palmata (Roxb. ex Lindl.) Vis.: Aus dem zentralen bis südöstlichen China und dem nördlichen Südostasien bis nach Nepal, Nordostindien.

  - Woodburnia Prain: Sie enthält nur eine Art:
    - Woodburnia penduliflora Prain: Sie kommt nur im nördlichen Myanmar vor.
- ×Fatshedera Guillaumin (= Fatsia × Hedera): Ist eine gärtnerisch erzeugte Gattungshybride.
  - Efeuaralie (× Fatshedera lizei)
- Unterfamilie Hydrocotyloideae Eaton: Sie enthält nur zwei bis vier Gattungen mit 175 bis 190 Arten:
  - Homalosciadium Domin: Sie enthält vielleicht nur eine Art im südwestlichen Australien.[14]
  - Wassernabel (Hydrocotyle L.): Die je nach Quelle von 75 bis 130 Arten sind in tropischen bis gemäßigten Gebieten vorwiegend auf der Südhalbkugel verbreitet.
  - Neosciadium Domin: Sie enthält eine Art:
    - Neosciadium glochidiatum (Benth.) Domin: Die Heimat ist das westliche Australien.[15]

  - Trachymene Rudge (Syn.: Cesatia Endl., Didiscus DC. ex Hook., Dimetopia DC., Dominia Fedde, Fischera Spreng., Hemicarpus F.Muell., Huegelia Rchb., Maidenia Domin, Pritzelia Walp., Uldinia J.M.Black):[16] Die etwa 55 Arten sind in Malesien, Neukaledonien, Fidschi und vorwiegend in Australien mit 38 Arten verbreitet.